# Amphicaryon acaule
Amphicaryon acaule är en nässeldjursart som beskrevs av Chun 1888. Amphicaryon acaule ingår i släktet Amphicaryon och familjen Prayidae. Inga underarter finns listade i Catalogue of Life.